# Julián Romero
Sir Julián Romero (Huélamo, 1518 – Felizzano, 13 ottobre 1577) è stato un militare spagnolo, del XVI secolo che raggiunse il grado di maestro di campo, fu cavaliere dell'Ordine di Santiago e membro del consiglio di guerra nella Fiandre.

## Biografia

### Famiglia
Fu figlio di Pedro de Ibarrola, nobile e capomastro originario di Puebla de Aulestia in Biscaglia, e di Juana Romero, nativa di Huélamo, a Cuenca.

### Soldato neiTerciosecaballeroin Inghilterra

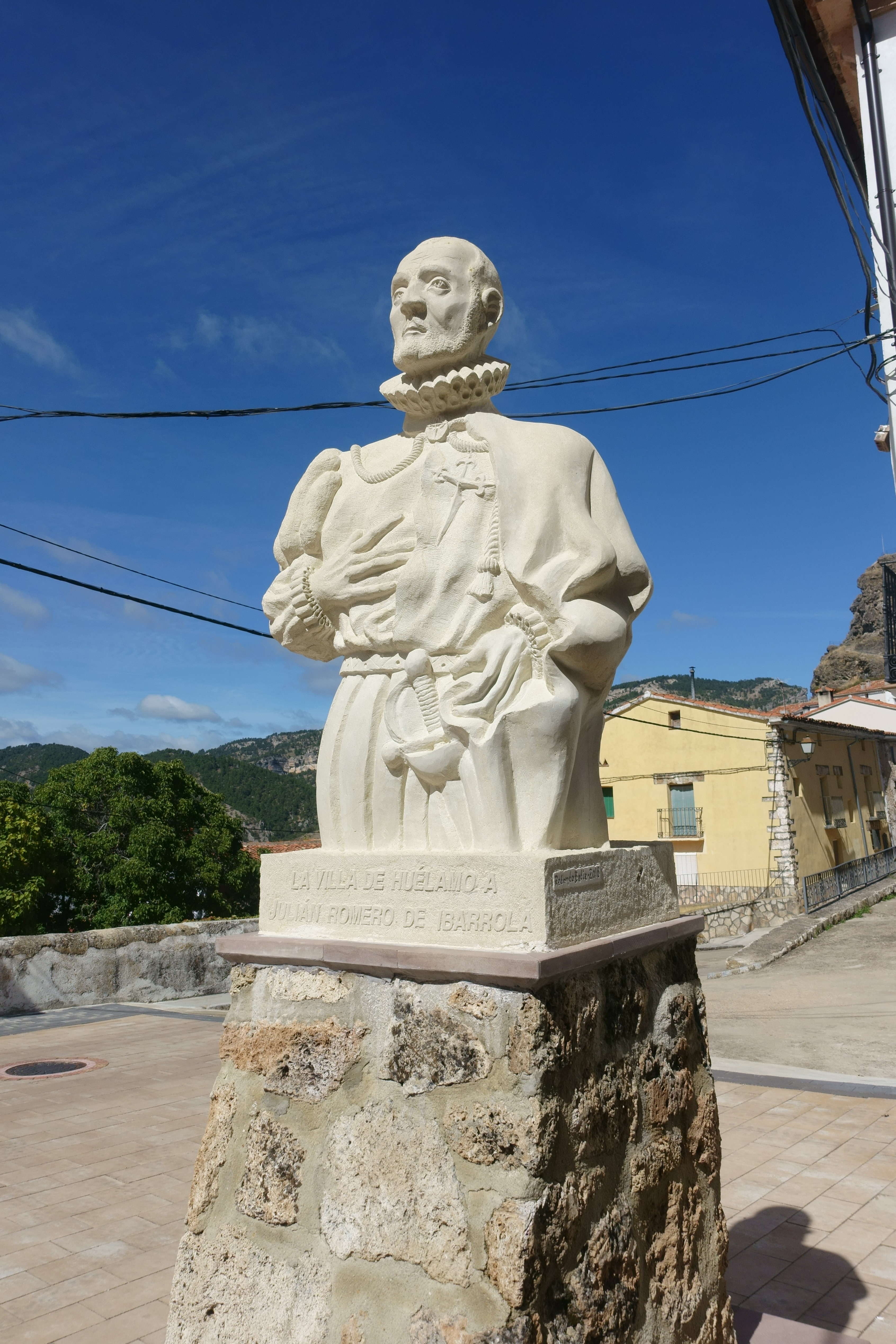
Monumento a Julián Romero a Huélamo.

Nel 1534, all'età di 15 o 16 anni, partì da Torrejoncillo con alcuni soldati che dovevano imbarcarsi per la spedizione di Tunisi. Si guadagnò la fama, negli anni successivi, per aver servito come ragazzo dell'atambor, assistendo il soldato tamburino.
(Lope de Vega, Comedia famosa de Julián Romero, jornada III.)
Si presume che per alcuni anni abbia servito come soldato in Italia, e si torna ad avere sue notizie solo quando le truppe, di ritorno via mare dopo l'assedio di Saint-Dizier nel 1544 e appena congedate, sbarcarono a Dover e successivamente a Plymouth, dove entrarono al servizio del re Enrico VIII d'Inghilterra come mercenari.
Con Pedro de Gamboa come comandante, i soldati spagnoli, inclusi Julián Romero, si recarono al confine con la Scozia nel 1545. Tuttavia, la guerra con la corona francese li portò presto a spostarsi nei territori che la corona inglese possedeva in Francia, stabilendosi nel campo che gli inglesi avevano nel porto di Calais. Da lì, presero parte a varie schermaglie contro le truppe di Francesco I di Francia nella zona di Boulogne-sur-Mer e Ardres, oggi nella regione di Nord-Passo di Calais, fino alla firma della pace tra i due monarchi il 7 giugno 1546.

#### Duello con Antonio Mora
Antonio Mora, un capitano spagnolo al servizio di Francesco I, aveva sfidato a duello Pedro de Gamboa, e Julián Romero si offrì di combattere in nome di quest'ultimo. Poiché entrambi i capitani, Mora e Romero, erano al servizio dei rispettivi monarchi, Francesco I e Enrico VIII, il duello assunse un'importanza maggiore rispetto a una semplice contesa personale. Fu organizzato un campo a Fontainebleau affinché personalità di spicco, tra cui il re e il suo erede, nonché gli ambasciatori inglesi, potessero assistervi. Julián Romero ne uscì vittorioso e, premiato dal re di Francia come vincitore, ricevette dal re inglese la distinzione di Sir.

#### Guerra in Scozia
In Scozia, l'11 di settembre 1547, il giorno dopo la battaglia di Pinkie Cleugh, che fu catastrofica per gli scozzesi, i quali la chiamarono "Black Saturday" a causa dei quasi 15.000 morti lasciati sul campo e dei 2.000 prigionieri catturati, Romero ricevette la distinzione di knight banneret, come cavaliere che serve sotto la propria bandiera.
Nel 1549 fu nominato maestro di campo in sostituzione di Pedro de Gamboa. Dopo la caduta in disgrazia di William Paget, la maggior parte dei soldati spagnoli presenti in Gran Bretagna si trasferì nelle Fiandre e lì Romero si unì alle truppe dell'Imperatore Carlo V, venendo riconosciuto con il grado di capitano raggiunto per i suoi servizi in Inghilterra.

### Capitano dei Tercios

#### Guerre con la Francia
Romero si trovava a Gand nel 1552 e si trasferì per difendere i territori del Principato vescovile di Liegi. Nel 1554 partecipò alla campagna in Piccardia, trovandosi nella difesa di Dinant; fu fatto prigioniero dai francesi dopo che questi catturarono la città. Si ipotizza che abbia accompagnato Filippo II di Spagna durante il suo soggiorno in Inghilterra a seguito del matrimonio con Maria Tudor.
Nel 1557 si distinse nella battaglia di San Quintino, dove gli fu amputata una gamba dopo essere stato ferito da una pallottola di moschetto. Nel 1558, Filippo II gli concesse l'abito dell'Ordine di Santiago.

#### Castellano nelle Fiandre
Nel 1559 diventa castellano di Damvillers e gli viene inoltre conferita la carica di castellano di Douai. Stabilita con la corona francese la Pace di Cateau-Cambrésis, si verifica la repatriazione delle truppe spagnole residenti nelle Fiandre, che partono il 10 gennaio 1561 dalla Zelanda.

#### Capitano a La Goleta
Ad aprile del 1561, il capitano Romero si trova a Malaga per imbarcarsi con tre compagnie al fine di rinforzare la guarnizione de La Goleta, dove arriva alla fine di maggio. A settembre dello stesso anno richiede il trasferimento a Filippo II, tornando in Spagna nel 1562, dove visita i suoi parenti materni a Torrejoncillo. In seguito, si dirige a Madrid.

#### Aiuto a Malta
Quando Malta fu assediata dai turchi nel 1565, Filippo II inviò i Tercios d'Italia in suo soccorso e tra questi si trovava Julián Romero, la cui compagnia era di stanza a Siracusa, con il grado di capitano. A seguito della morte di Melchor de Robles a settembre, Romero lo sostituì nella carica di maestro di campo del "Tercio de Sicilia".

### Maestro di campo delTercio de Sicilia

#### Guerra nelle Fiandre
Romero si trasferì nuovamente nelle Fiandre nel 1567 alla guida del Tercio de Sicilia e partecipò a diverse azioni nei primi anni della guerra degli ottant'anni, come la Battaglia di Jemmingen.
Nell'autunno del 1569 tornò in Spagna con un congedo e vi risiedette per un periodo, fino a quando, nel 1572, partì da Laredo con il IV Duca di Medinaceli Juan de la Cerda e 6 compagnie di giovani reclute di fanteria che arrivarono a Ostenda nel giugno del 1572.

#### Consigliere reale
Ad agosto del 1572, Romero fu designato da Filippo II membro del Consiglio di Guerra nelle Fiandre, distinguendosi in questo incarico nel periodo tra la morte di Luis de Zúñiga y Requesens e l'arrivo di Giovanni d'Austria come nuovo governatore dei Paesi Bassi.
Romero partecipò all'assedio di Mons e perse un braccio a causa di una ferita inferta da un colpo di archibugio; diresse un'incursione notturna (una encamisada in spagnolo) nel campo di Guglielmo d'Orange. Alla fine del 1572, partecipò all'assedio di Haarlem e perse anche un occhio a causa di una ferita d'archibugio. Si riprese rapidamente e continuò nell'assedio fino alla capitolazione della città a luglio del 1573. Dopo l'assedio, dovette affrontare l'ammutinamento delle truppe spagnole, sollevate a causa dei ritardi accumulati nei pagamenti, mettendo a rischio la sua stessa vita. Nello stesso anno partecipò anche all'assedio di Alkmaar.
Nel 1574, Luis de Zúñiga y Requesens gli affidò l'incarico di soccorrere con una flotta di navi le truppe assediate a Middelburg, e dovette raggiungere la costa a nuoto dopo aver perso la sua nave. Nello stesso anno partecipò anche alla battaglia di Mookerheyde e in seguito si unì all'assedio di Leida. Il suo Tercio fu ridotto a 12 compagnie dalla commissione di riforma di Requesens e, sentendosi stanco e mutilato, con la sua famiglia in Spagna e ritenendo che i suoi meriti non fossero adeguatamente riconosciuti, comunicò al governatore dei Paesi Bassi la sua intenzione di dimettersi dal suo incarico, sebbene continuò tuttavia a servire fino alla fine del conflitto.
Nel 1575 prese parte all'assedio di Zierikzee, che si protrasse fino a giugno del 1576, e, dopo essersi unito ai soldati ammutinati ad Aalst, lavorò al soccorso delle truppe spagnole assediate ad Anversa.

#### Editto perpetuo e morte

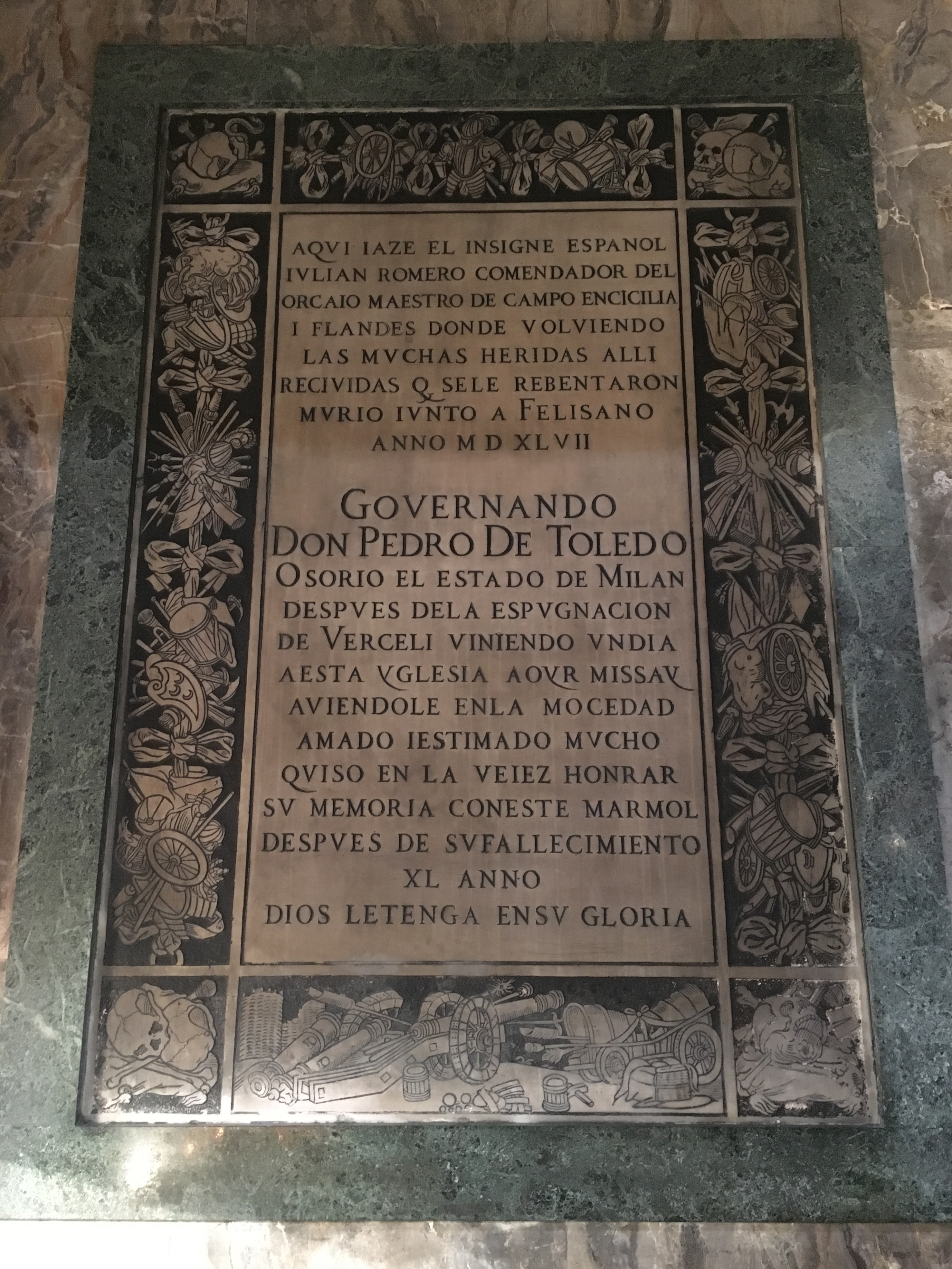
Lapide tombale nella chiesa di San Giacomo della Vittoria di Alessandria.

Dopo l'Editto perpetuo del 1577, le truppe spagnole furono costrette ad abbandonare i Paesi Bassi e furono condotte in Italia. Si stabilirono in Liguria e ricevettero l'ordine di imbarcarsi per la Spagna a giugno dello stesso anno. Julián Romero fu nominato castellano di Cremona; tuttavia, Giovanni d'Austria richiese successivamente il ritorno dei Tercios e a Julián Romero fu affidato l'incarico di guidare le truppe che avrebbero dovuto marciare dall'Italia alle Fiandre, con il grado di Maestro di Campo Generale. Durante il tragitto tra Alessandria e Solero, all'altezza di Felizzano, la morte lo colse di sorpresa mentre guidava le truppe a cavallo. Aveva 59 anni e aveva perso un occhio, una gamba, un braccio, tre fratelli e un figlio in combattimento, vivendo come militare per tutta la vita.

## Matrimonio e discendenza
Contrasse matrimonio con María Gaytán, con la quale ebbe un'unica figlia:
- Francisca (*1571 †?). Fu battezzata nel maggio del 1571;

Nelle Fiandre ebbe almeno tre figli illegittimi:
- N. (*? †1574), Morì soldato;
- Juliana (*? †?). Sposata con il capitano Francisco del Arco Torralba;
- Pedro (*? †?)[6].

## La figura di Julián Romero nel mondo della cultura

### Rappresentazioni pittoriche

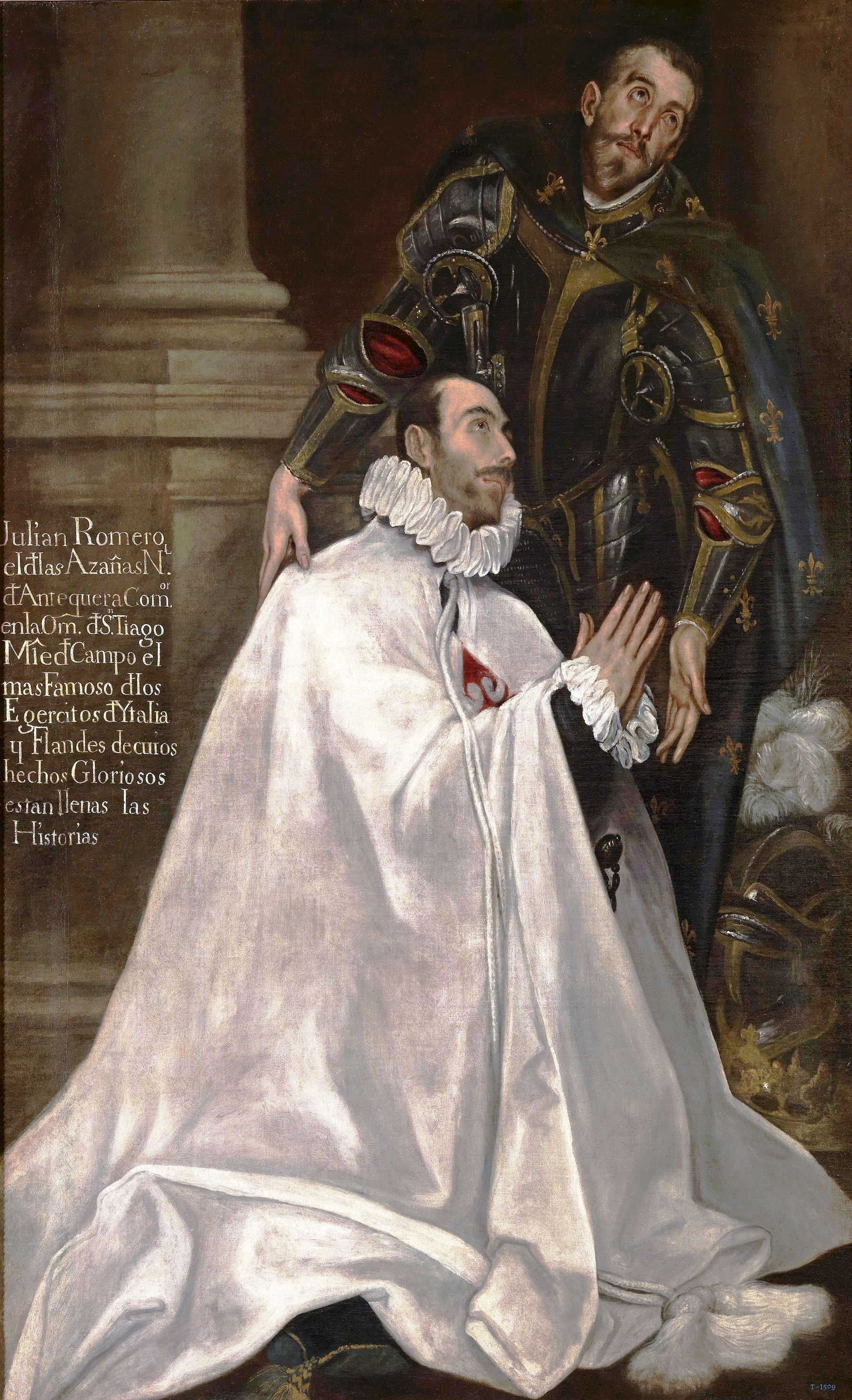
El Greco, Julián Romero y su santo patrono, olio su tela, 1612~1614, Museo del Prado, Madrid.

Julián Romero fu ritratto da El Greco su commissione della figlia del militare, Francisca, per essere appeso nella sala del capitolo del Convento delle Trinitarie Scalze di Madrid, del quale doña Francisca fu fondatrice. Il quadro si conserva al Museo del Prado.

### Letteratura
- Lope de Vega, drammaturgo, compose una commedia basata sulla figura del personaggio, che fu pubblicata dalla Royal Academy of History nel 1916, nel volume VII delle opere di Lope de Vega.
- Pierre de Bourdeille, signore di Brantôme, che conobbe personalmente Julián Romero durante il soggiorno a Messina nel 1566, gli dedicò alcuni passaggi delle sue opere.
- Michel de Montaigne menziona Julián Romero nei suoi Essais ( Saggi, libro I, capitolo 6) su quanto possa essere pericoloso il momento di negoziare durante una guerra o un assedio. Montaigne commenta che Julián Romero fece un errore da apprendista quando lasciò la città assediata di Dinant per parlamentare con il nemico perché al suo ritorno trovò la piazza conquistata.
- Inoltre, il poeta Diego Jiménez de Ayllón, nel suo ciclo dedicato ai soldati più illustri del suo tempo, compose un sonetto per Romero.
- Il drammaturgo del XVIII secolo José de Cañizares prese dalla sua vita come ispirazione per la sua commedia Mettere su un'abitudine senza prove e coraggio come dovrebbe essere, il bel Julián Romero (1739), noto anche come El valor como ha de ser, Il coraggioso come deve essere o Il bel Julián Romero, semplicemente.[7]
- Arturo Pérez Reverte si basa su questa figura storica per il protagonista della sua opera El Capitán Alatriste.
- José Javier Esparza ha iniziato la serie di romanzi "Memorie del campo maestre dei terzi Julián Romero", di cui finora sono stati pubblicati San Quintín (La Esfera de los Libros, 2019) e Il terzo che non è mai esistito: Gloria e tragedia dei soldati spagnoli in Scozia (La Esfera de los Libros, 2022).